# BMW OHV V8

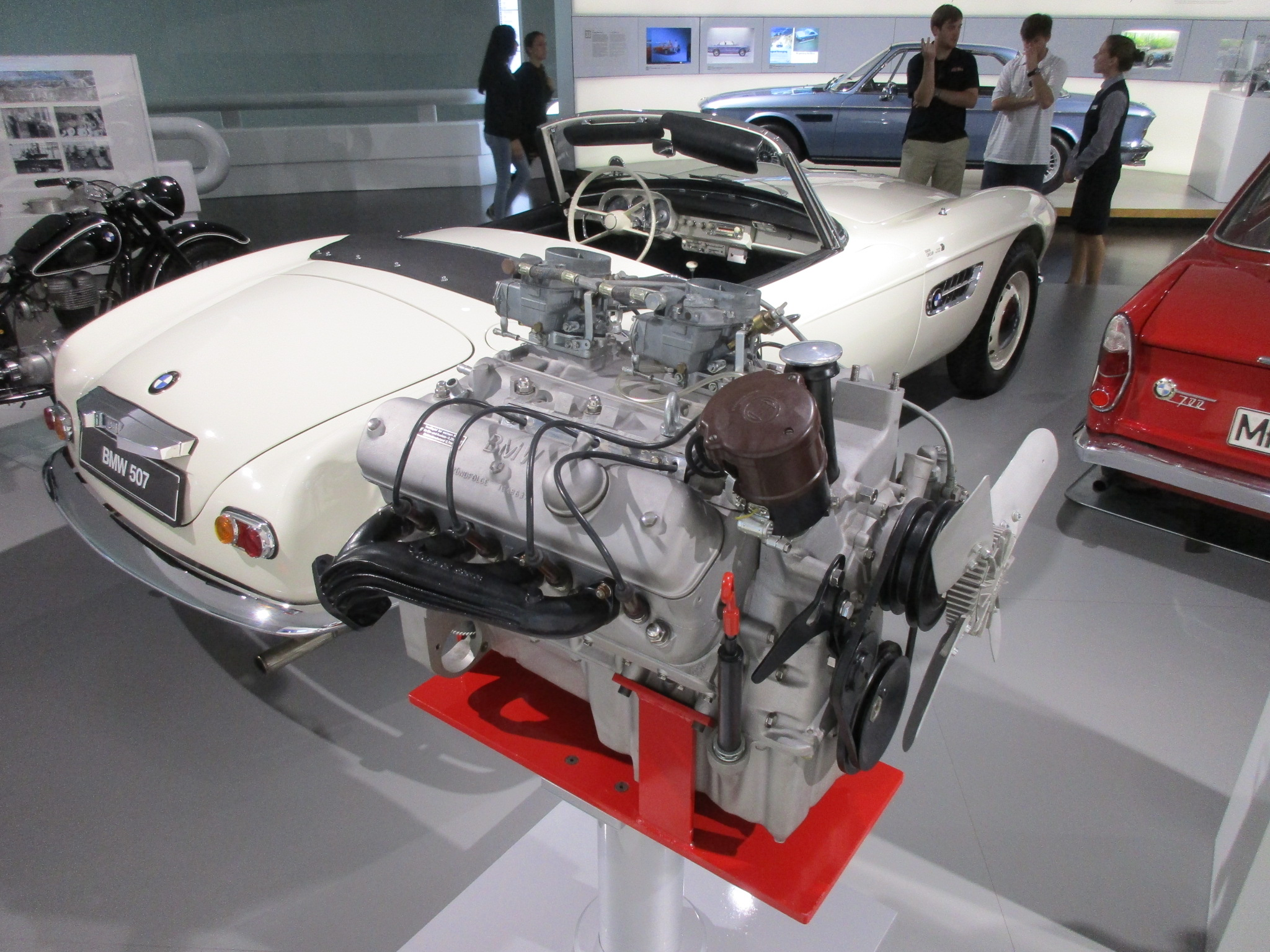
Vista di un motore V8 BMW M507

Il BMW OHV V8 è un motore a scoppio prodotto dal 1954 al 1965 dalla Casa automobilistica tedesca BMW.

## Caratteristiche
Questo motore rappresenta una tappa evolutiva fondamentale nella storia della produzione motoristica BMW. Si tratta infatti del primo V8 BMW, nonché il primo V8 al mondo costruito interamente in lega di alluminio. Quest'ultima particolarità consentì a questo motore di contenere il peso in misura notevole rispetto ai motori V8 pre-bellici: solo 210 kg per il V8 BMW, solo 28 kg più pesante del motore M337 a 6 cilindri montato sulle 501 di base. 

Le testate erano disposte ad angolo di 90°, la distribuzione era a valvole in testa, con un solo albero a camme centrale. Le valvole erano inclinate di 12° rispetto all'asse del cilindro, ma parallele fra loro e quindi non disposte a V. I pistoni erano dotati di 4 fasce elastiche

Sono esistite due versioni di questo V8, una da 2.6 e l'altra da 3.2 litri. Queste due versioni sono state montate in tutte le BMW prodotte durante gli anni '50 del secolo scorso, tranne le piccole Isetta e 600. A seconda delle applicazioni, questi motori subivano vari aggiornamenti che ne facevano mutare anche la sigla stessa. A partire dal 1963 e fino al 1965, questi motori evolsero in varianti caratterizzate dall'avere il cambio in blocco con il motore.
Di seguito vengono mostrate le caratteristiche di questi motori.

### Versione da 2.6 litri

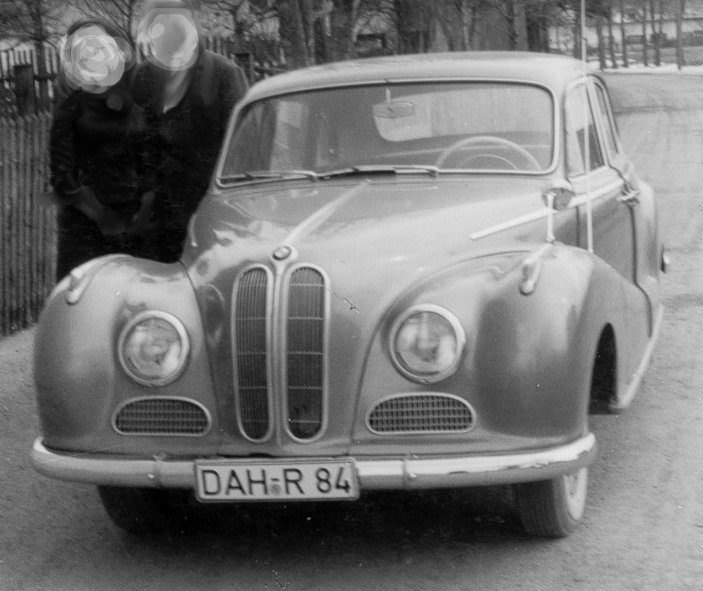
Il V8 da 2,6 litri venne montato sotto il cofano della 501 (in foto) e della 502

Questa versione aveva misure di alesaggio e corsa pari a 74x75 mm, che davano luogo a 2580 cm³. L'alimentazione era affidata a un carburatore doppio corpo Zenith, il rapporto di compressione era di 7:1 e la pompa dell'olio era azionata da un alberino di distribuzione.

La potenza massima era di 100 CV a 4800 giri/min, mentre la coppia motrice raggiungeva un picco di 180 Nm. Una seconda variante erogava 95 CV con coppia massima di 177 Nm.
A partire dal 1961 il motore ha subito un incremento di potenza portandosi a 110 CV. Con tali nuove caratteristiche questo motore è stato montato sulla BMW 2600, prodotta tra il 1961 e il 62.

### Versione da 3.2 litri
Questa versione necque dalla rialesatura del 2.6: l'alesaggio fu infatti portato da 74 a 82 mm, mentre è rimasta invariata la misura della corsa. La cilindrata crebbe fino a 3168 cm³. Questo motore era alimentato tramite due carburatori doppio corpo Zenith anziché uno come nel 2.6 e il suo rapporto di compressione venne leggermente aumentato, portandosi a 7.1:1. Un'altra differenza rispetto alla versione di minor cilindrata stava nella pompa dell'olio, che in questo caso era azionata mediante una catena a rulli.
Questo motore è stato proposto in tre varianti prestazionali, rispettivamente da 120, 140, 150 e 160 CV. Le due varianti più potenti erano caratterizzate da particolari rivisitazioni che inclusero una differente profilatura degli assi a camme, un diverso criterio di accensione delle candele, la lucidatura delle camere di scoppio e il rapporto di compressione innalzato a 7,8:1. La variante da 160 CV, poi, montava anche due carburatori doppio corpo anziché uno.

### Tabella riepilogativa
| Motore BMW OHV V8 |                  |                        |                                             |                          |                |               |                  |                    |
| Variante          | Cilindrata (cm³) | Alesaggio x corsa (mm) | Alimentazione                               | Rapporto di compressione | Potenza CV/rpm | Coppia Nm/rpm | Applicazioni     | Anni di produzione |
| M502/1            | 2580             | 74 x 75                | Carburatore doppio corpo Solex 30 PAAI      | 7:1                      | 95/4800        | 177/2500      | BMW 501 V8 2.6   | 03/1955-09/1958    |
| M502/1            | 2580             | 74 x 75                | Carburatore doppio corpo Solex 30 PAAI      | 7:1                      | 95/4800        | 177/2500      | BMW 2,6          | 10/1958-08/1961    |
| M502/1            | 2580             | 74 x 75                | Carburatore doppio corpo Solex 30 PAAI      | 7:1                      | 100/4800       | 180/2500      | BMW 2,6 L        | 10/1958-08/1961    |
| M502/1            | 2580             | 74 x 75                | Carburatore doppio corpo Solex 30 PAAI      | 7:1                      | 100/4800       | 180/2500      | BMW 502 2.6      | 03/1954-09/1958    |
| M502/100          | 2580             | 74 x 75                | Carburatore doppio corpo Zenith 32 NDIX     | 7,5:1                    | 100/4800       | 181/2500      | BMW 2600         | 09/1961-1963       |
| M502/110          | 2580             | 74 x 75                | Carburatore doppio corpo Zenith 32 NDIX     | 7,5:1                    | 110/4900       | 182/3000      | BMW 2600 L       | 09/1961-12/1962    |
| M533              | 2580             | 74 x 75                | Carburatore doppio corpo Zenith 32 NDIX     | 7,5:1                    | 110/4900       | 182/3000      | BMW 2600 L       | 1963               |
| M506/1            | 3168             | 82 x 75                | Carburatore doppio corpo Zenith 32 NDIX     | 7,2:1                    | 120/4800       | 219/2500      | BMW 502 3.2      | 10/1955-09/1958    |
| M506/1            | 3168             | 82 x 75                | Carburatore doppio corpo Zenith 32 NDIX     | 7,2:1                    | 120/4800       | 219/2500      | BMW 3,2          | 10/1958-08/1961    |
| M503/1            | 3168             | 82 x 75                | Carburatore doppio corpo Zenith 32 NDIX     | 7,3:1                    | 140/4800       | 216/3800      | BMW 503          | 05/1956-05/1960    |
| M503/1            | 3168             | 82 x 75                | Carburatore doppio corpo Zenith 32 NDIX     | 7,3:1                    | 140/4800       | 216/3800      | BMW 3,2 Super    | 09/1958-08/1961    |
| M506/140          | 3168             | 82 x 75                | Carburatore doppio corpo Zenith 32 NDIX     | 9:1                      | 140/4800       | 220/2500      | BMW 3200 L       | 09/1961-12/1962    |
| M532              | 3168             | 82 x 75                | Carburatore doppio corpo Zenith 32 NDIX     | 9:1                      | 140/4800       | 220/2500      | BMW 3200 L       | 1963-03/1964       |
| M507/1            | 3168             | 82 x 75                | Due carburatori doppio corpo Zenith 32 NDIX | 7,8:1                    | 150/5000       | 235/4000      | BMW 507 Roadster | 10/1956-09/1959    |
| M506/160          | 3168             | 82 x 75                | Due carburatori doppio corpo Zenith 32 NDIX | 9:1                      | 160/5600       | 240/3600      | BMW 3200 S       | 09/1961-12/1962    |
| M506/160          | 3168             | 82 x 75                | Due carburatori doppio corpo Zenith 32 NDIX | 9:1                      | 160/5600       | 240/3600      | BMW 3200 CS      | 02/1962-12/1962    |
| M534              | 3168             | 82 x 75                | Due carburatori doppio corpo Zenith 32 NDIX | 9:1                      | 160/5600       | 240/3600      | BMW 3200 S       | 1963-03/1964       |
| M534              | 3168             | 82 x 75                | Due carburatori doppio corpo Zenith 32 NDIX | 9:1                      | 160/5600       | 240/3600      | BMW 3200 CS      | 12/1962-09/1965    |